# Taxitheliella richardsii
Taxitheliella richardsii är en bladmossart som beskrevs av Hugh Neville Dixon 1935. Taxitheliella richardsii ingår i släktet Taxitheliella och familjen Fabroniaceae. IUCN kategoriserar arten globalt som akut hotad. Inga underarter finns listade i Catalogue of Life.